# بيرة جيدة
بيرة جيدة (بالفرنسية: Un bon bock)‏ هو فيلم رسوم متحركة فرنسي قصير يعود إنتاجه لعام 1892 من إخراج إميل رينو. تم رسمه في عام 1888 ، وتم عرضه لأول مرة في 28 أكتوبر 1892 باستخدام عملية المسرح البصري ، والتي سمحت له بعرض فيلم ملون يدويًا ، قبل اختراع التصوير السينمائي.
فيلم مكون من 700 صورة مطلية بشكل فردي مقاس 6 × 6 سم في شريط مرن بطول 50 مترًا. تلاعب رينود بالسرعة والحركات المتكررة عن طريق تحريك الفيلم ذهابًا وإيابًا عبر جهاز العرض لإخبار قصة مرئية استمرت قرابة خمسة عشر دقيقة.

## روابط خارجية
- Un bon bock  في قاعدة بيانات الأفلام على الإنترنت (بالإنجليزية)
- باللغة الفرنسية Un Bon Bock on Association des Amis d'Émile Reynaud - Émile Reynaud's Friends Association - website